# Satz von Synge-Weinstein
Der Satz von Synge-Weinstein ist ein Lehrsatz aus dem mathematischen Gebiet der Differentialgeometrie. Er ist das gruppentheoretisch formulierte Äquivalent zum Satz von Synge. Der Satz ist nach John Lighton Synge und Alan Weinstein benannt.

## Satz von Synge-Weinstein
Es sei {\displaystyle M} eine orientierte Mannigfaltigkeit, die eine riemannsche Metrik positiver Schnittkrümmung {\displaystyle K\geq \delta >0} für eine Konstante {\displaystyle \delta } trägt. (Diese Bedingung ist insbesondere immer erfüllt, wenn {\displaystyle M} kompakt und die Schnittkrümmung {\displaystyle K>0} ist.) Dann gilt:
- wenn die Dimension von {\displaystyle M} eine gerade Zahl {\displaystyle \dim(M)=2n} ist, dann hat jede orientierungserhaltende Isometrie einen Fixpunkt,
- wenn die Dimension von {\displaystyle M} eine ungerade Zahl {\displaystyle \dim(M)=2n+1} ist, dann hat jede orientierungsumkehrende Isometrie einen Fixpunkt.

Aus dem ersten Fall folgt insbesondere der Satz von Synge, also dass eine orientierbare, gerade-dimensionale, kompakte riemannsche Mannigfaltigkeit positiver Schnittkrümmung einfach zusammenhängend sein muss. Anderenfalls hätte nämlich die universelle Überlagerung {\displaystyle {\widetilde {M}}} eine fixpunktfreie Wirkung der nicht-trivialen Fundamentalgruppe {\displaystyle \pi _{1}M} durch Isometrien der zurückgezogenen (positiv gekrümmten) riemannschen Metrik auf {\displaystyle {\widetilde {M}}}.
In ungeraden Dimensionen gibt es orientierungserhaltende, fixpunktfreie Wirkungen endlicher Gruppen auf positiv gekrümmten Mannigfaltigkeiten, zum Beispiel wirken alle zyklischen Gruppen auf allen ungerade-dimensionalen Sphären, als Quotienten erhält man die Linsenräume.